# Steinnabben
Der Steinnabben (norwegisch) ist ein kleiner Nunatak in der Heimefrontfjella des ostantarktischen Königin-Maud-Lands. Am nordwestlichen Ende der Sivorgfjella ragt er an der Nordseite des Boyesennuten auf.
Wissenschaftler des Norwegischen Polarinstituts benannten ihn 1987. Namensgeber ist der norwegische Postbeamte Kristian Elias Torbjørnsen Stein (1901–1943), ein früher Widerstandskämpfer gegen die deutsche Besatzung Norwegens im Zweiten Weltkrieg.